# Аргентинская Антарктика
Аргенти́нская Анта́рктика — часть Антарктики, на которую претендует Аргентина. Официальное аргентинское название — исп. Antártida Argentina (Анта́ртида Архенти́на). Включает Антарктический полуостров и треугольный сектор, тянущийся от вод Атлантического океана до Южного полюса, который расположен в пределах 25° з. д. — 74° з. д. Аргентинская Антарктида (как часть Аргентины) является департаментом провинции Огненная Земля и Антарктида.

## Научно-исследовательские станции

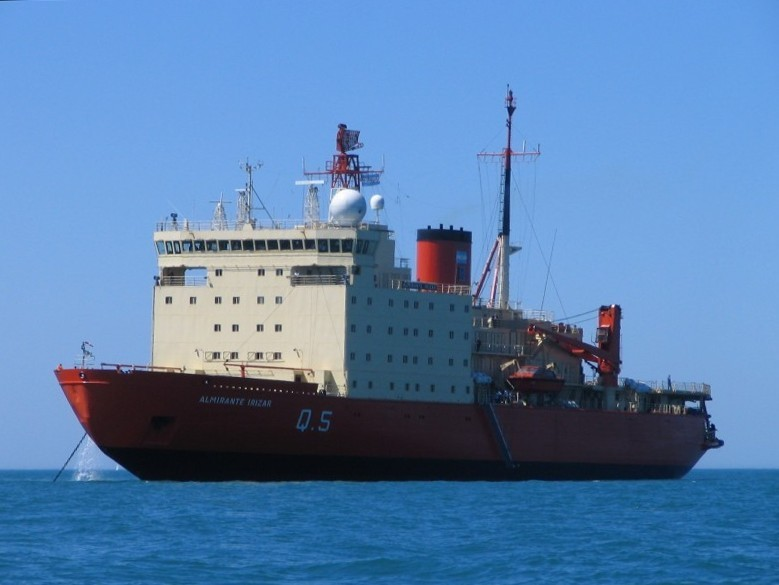
Ледокол Almirante Irizar до крупного пожара на его борту в 2007 г. был крупнейшим операционным судном в аргентинских антарктических кампаниях. С тех пор и до настоящего времени находится в ремонте

К изучению Антарктики Аргентина приступила в двадцатом веке (Х. Собраль — первый аргентинец, ступивший на землю Антарктиды в 1901 году); Оркадас — первая постоянная полярная станция Аргентины, основанная в 1904 году; Операция 90/Operation 90 — 1-я аргентинская экспедиция к Южному полюсу, проведённая в 1965 г., составом в 10 солдат аргентинской армии под командованием Хорхе Е. Леаля).
На территории Аргентинской Антарктиды расположена бо́льшая часть станций материка. Среди аргентинских станций здесь расположены Эсперанса и Марамбио, а также ряд малонаселённых баз. Количество зданий на Эсперанса и Марамбио равняется 70, а население летом составляет 250 человек, зимой — 110. Собраль — самая южная летняя база, расположенная в 1450 км южнее Бельграно-II. Главные транспортные средства: корабли Puerto Deseado и Suboficial Castillo, ледокол Almirante Irízar (с 2007 г. в ремонте после пожара), самолёты C-130 Hercules и DHC-6 Twin Otter.

## Списки станций

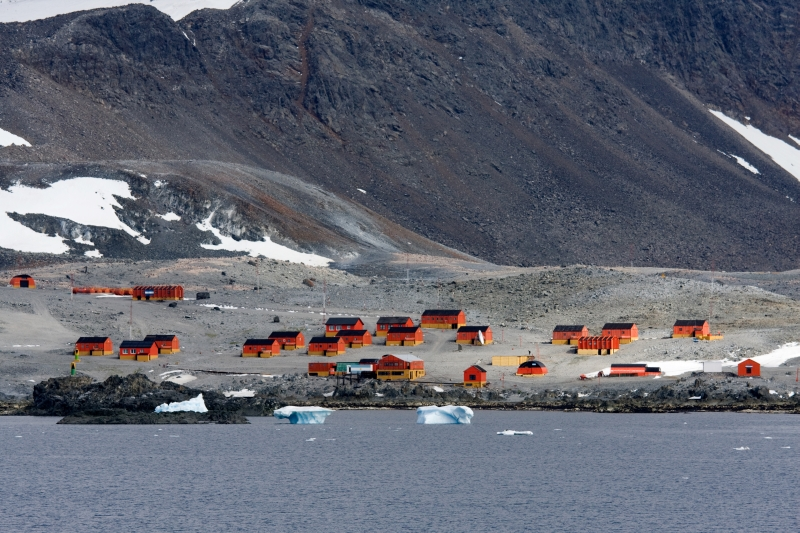
«Эсперанса» (февраль 2008 г.)

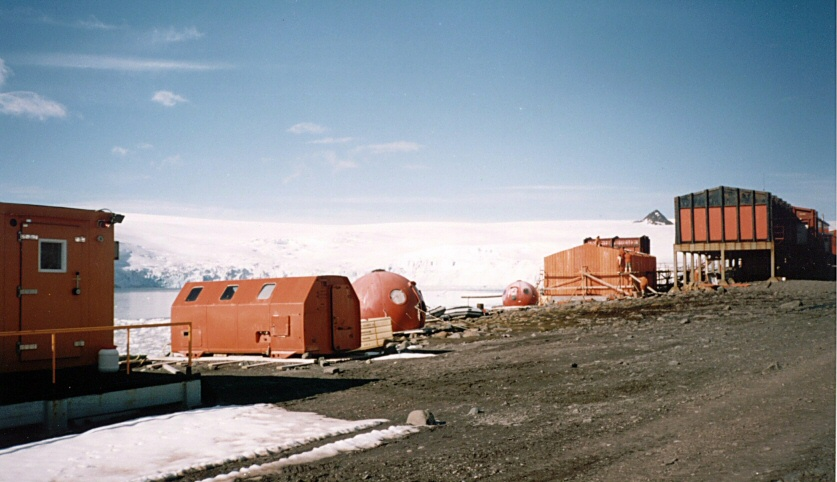
«Хубани» (январь 1997 г.)

### Постоянные станции
- Бельграно II / Belgrano II, (77°52′ ю. ш. 34°37′ з. д.HGЯO), лаборатория и метеорологическая станция (основана в 1979 г.).
- Эсперанса / Esperanza (63°24′ ю. ш. 57°00′ з. д.HGЯO), лаборатория и метеорологическая станция с 1952 г. Радиорубка LRA Arcángel, Школа № 38 Julio A. Roca с 1978 г., туристическое оборудование.
- Хубани / Jubany, (62°14′ ю. ш. 58°40′ з. д.HGЯO), научная станция, расположенная на о. Кинг-Джордж (Южные Шетландские острова).
- Марамбио / Base Marambio, (64°14′ ю. ш. 56°37′ з. д.HGЯO), лаборатория и метеорологическая станция (длина 1,2 км, ширина 30 м, основана в 1969 г.), расположенная на о. Сеймур / англ. Seymour Island / исп. Isla Marambio.
- Оркадас/Base Orcadas (60°44′ ю. ш. 44°44′ з. д.HGЯO) база (основана в 1903 г.), расположенная на о. Оркадас/ Южных Оркнейских островов.
- Сан-Мартин / Base San Martín (68°08′ ю. ш. 67°06′ з. д.HGЯO), лаборатория и метеорологическая станция (основана в 1951 г.).

### Сезонные станции
- Теньенте-Камара / Base Teniente Camara 62°02′ ю. ш. 58°42′ з. д.HGЯO, база (основана в 1957 г.), расположенная на о. Ливингстон / Livingstone Island.
- Десепшин / Base Deception 62°52′ ю. ш. 60°43′ з. д.HGЯO, база (основана в 1948 г.), расположена на одноимённом острове.
- Петрель/Petrel Air Station 63°28′ ю. ш. 56°17′ з. д.HGЯO, станция (основана в 1967 г.), расположена на о. Данди.
- Примавера / Base Primavera 64°09′ ю. ш. 60°57′ з. д.HGЯO база (основана в 1977 г.), расположенная на Антарктическом полуострове.
- Мельхиор / Base Naval Melchior  64°20′ ю. ш. 62°59′ з. д.HGЯO, база (основана в 1947 г.), расположенная на о. Анверс / Anvers Island.
- Альмиранте Браун/Base Almirante Brown 64°53′ ю. ш. 62°53′ з. д.HGЯO, база, расположенная на берегу залива Парадайз / Paradise Bay.
- Теньенте-Матьенсо / Base Teniente Matienzo 64°58′ ю. ш. 60°04′ з. д.HGЯO, база (основана в 1961 г.), расположенная на о. Нунатак-Ларсен / Nunatak Larsen

### Базы
(общее число 64)
- Альферес де Навио Собраль / Base Alférez de Navío Sobral 81°05′ ю. ш. 40°00′ з. д.HGЯO (основана в 1965 г.).
- Кампаменто-Баерз / Campamento Byers 62°39′ ю. ш. 61°00′ з. д.HGЯO база, расположенная на полуострове Баерз.
- Эстасьон-Сьентифика-Эльсворш / Estación Científica Ellsworth 77°45′ ю. ш. 41°00′ з. д.HGЯO бывшая американская база (основана в 1958 г.), расположенная на берегу моря Уэдделла.
- Гурручага / Base Gurruchaga 62°15′ ю. ш. 59°00′ з. д.HGЯO база, расположенная на о. Нельсон / Nelson Island.
- Кампаменто-Сьентифико-Ливингстон / Campamento Científico Livingston 62°51′ ю. ш. 60°49′ з. д.HGЯO база, расположенная на о. Ливингстон.